# Bruno Salzmann
Bruno Salzmann (Heidelberg 2 de juliol de 1883 - ?) va ser un ciclista alemany que es va especialitzar en el ciclisme en pista, concretament en el mig fons, on va guanyar una medalla medalla de plata, com amateur, al Campionat del món de 1901 per darrere del seu compatriota Heinrich Sievers.